# Vauhallan
Vauhallan är en kommun i departementet Essonne i regionen Île-de-France i norra Frankrike. Kommunen ligger i kantonen Bièvres som tillhör arrondissementet Palaiseau. År 2022 hade Vauhallan 1 954 invånare.

## Befolkningsutveckling
Antalet invånare i kommunen Vauhallan
| Referens: INSEE |